# Runaway (U & I)
«Runaway (U & I)» es una canción realizada por el dúo sueco de música electrónica Galantis lanzado como sencillo en octubre de 2014. Obtuvo gran reconocimiento a nivel mundial en 2015 encabezando la lista de los Países Bajos y alcanzando la cuarta ubicación en el Reino Unido. También ingresó en otras listas europeas, como así también se ubicó entre los primeros diez en Australia y Nueva Zelanda. Además sirve como el primer sencillo de su álbum debut de estudio titulado Pharmacy lanzado en junio de 2015. Cuenta con las voces, aunque sin acreditar, de Julia Karlsson interpretando el coro y Cathy Dennis aporta dos versos con modificaciones mediante efectos vocales. En 2016, la canción fue nominada al Grammy, por mejor grabación dance y mejor grabación remezclada por la versión de Kaskade.

## Video musical
Este video al igual que los anteriores, «Smile» y «You», cuenta con la dirección de Dano Cerny y hace su aparición el personaje icónico de la banda, los "Seafox girl". Es una precuela del video de «You». Empieza emitiendo algunas palabras seguido de tomas de rascacielos modernos. Un destello de luz brillante lleva a la protagonista enmascarada a deambular por la noche de la ciudad. Posteriormente, se encuentra con una el personaje seafox boy gracias a la resplandeciente luz fluorescente y juntos enfilan hacia una presentación en vivo de Galantis en una discoteca. En esta se muestran imágenes del video musical de «Smile».

## Lista de canciones
| CD Promo |                                          |          |  |
| N.º      | Título                                   | Duración |  |
| 1.       | «Runaway (U & I)» (Radio edit)           | 3:47     |  |
| 2.       | «Runaway (U & I)» (Dillon Francis Remix) | 3:33     |  |
| 3.       | «Runaway (U & I)» (Kaskade Remix)        | 5:15     |  |

| Reino Unido – Descarga digital (Remixes) |                                         |          |  |
| N.º                                      | Título                                  | Duración |  |
| 1.                                       | «Runaway (U & I)» (Quintino Remix)      | 4:45     |  |
| 2.                                       | «Runaway (U & I)» (Ansolo Remix)        | 5:16     |  |
| 3.                                       | «Runaway (U & I)» (Faul & Wad Ad Remix) | 4:48     |  |
| 4.                                       | «Runaway (U & I)» (East & Young Remix)  | 4:34     |  |

## Posicionamiento en listas y certificaciones
| Lista (2014–15)                           | Mejor posición |
| ----------------------------------------- | -------------- |
| Alemania (Media Control AG)               | 58             |
| Australia (ARIA)                          | 4              |
| Austria (Ö3 Austria Top 40)               | 39             |
| Bélgica (Flandes) (Ultratop 50)           | 6              |
| Bélgica (Valonia) (Ultratop 50)           | 6              |
| Canadá (Canadian Hot 100)                 | 96             |
| Escocia (Scottish Singles Chart)          | 2              |
| Eslovaquia (Singles Digitál Top 100)      | 31             |
| Estados Unidos (Bubbling Under Hot 100)   | 14             |
| Estados Unidos (Dance/Electronic Songs)   | 9              |
| Finlandia (OFC)                           | 9              |
| Francia (SNEP)                            | 23             |
| Irlanda (IRMA)                            | 6              |
| Noruega (VG-lista)                        | 12             |
| Nueva Zelanda (Recorded Music NZ)         | 6              |
| Países Bajos (Dutch Top 40)               | 1              |
| Polonia (Polish Airplay Top 20)           | 16             |
| Reino Unido (UK Singles Chart)            | 4              |
| Reino Unido (UK Dance Chart)              | 1              |
| República Checa (Singles Digitál Top 100) | 21             |
| Suecia (Sverigetopplistan)                | 25             |
| Suiza (Schweizer Hitparade)               | 42             |

| País           | Lista (2015)            | Posición |
| -------------- | ----------------------- | -------- |
| Australia      | ARIA Singles Chart      | 44       |
| Bélgica        | Ultratop flamenca       | 26       |
| Bélgica        | Ultratop valona         | 30       |
| Estados Unidos | Dance Electronic Songs  | 24       |
| Nueva Zelanda  | NZ Music Charts         | 30       |
| Países Bajos   | Nederlandse Top 40      | 14       |
| Reino Unido    | Official Charts Company | 31       |
| Suecia         | Sverigetopplistan       | 92       |

### Certificaciones
| País           | Organismo certificador | Certificación | Ventas  | Ref.   |
| -------------- | ---------------------- | ------------- | ------- | ------ |
| Australia      | ARIA                   | 2× Platino    | 140 000 | [ 38 ] |
| Bélgica        | BEA                    | Platino       | 30 000  | [ 39 ] |
| Canadá         | Music Canada           | Oro           | 40 000  | [ 40 ] |
| Estados Unidos | RIAA                   | Oro           | 500 000 | [ 41 ] |
| Noruega        | IFPI Noruega           | 2× Platino    | 20 000  | [ 42 ] |
| Nueva Zelanda  | RMNZ                   | Platino       | 15 000  | [ 43 ] |
| Reino Unido    | BPI                    | Platino       | 600 000 | [ 44 ] |
| Suecia         | IFPI Suecia            | 2× Platino    | 80 000  | [ 45 ] |

### Sucesión en listas
| Anterior: «Thinking Out Loud» de Ed Sheeran | Dutch Top 40 — Sencillo n.º 1 17 de enero de 2015 — 23 de enero de 2015 | Siguiente: «Cheerleader» de OMI |